# Stavební míchačka

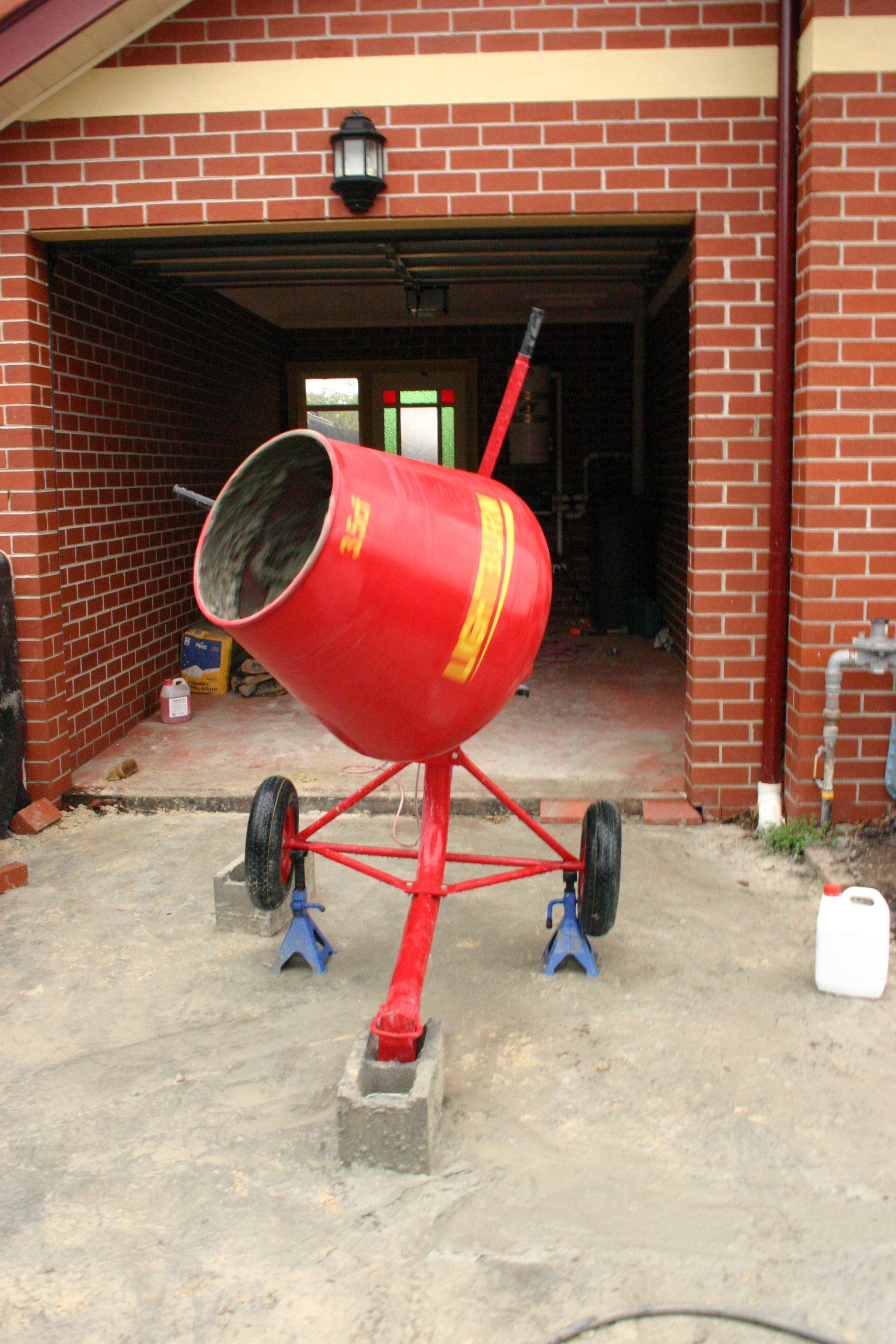
Stavební míchačka.

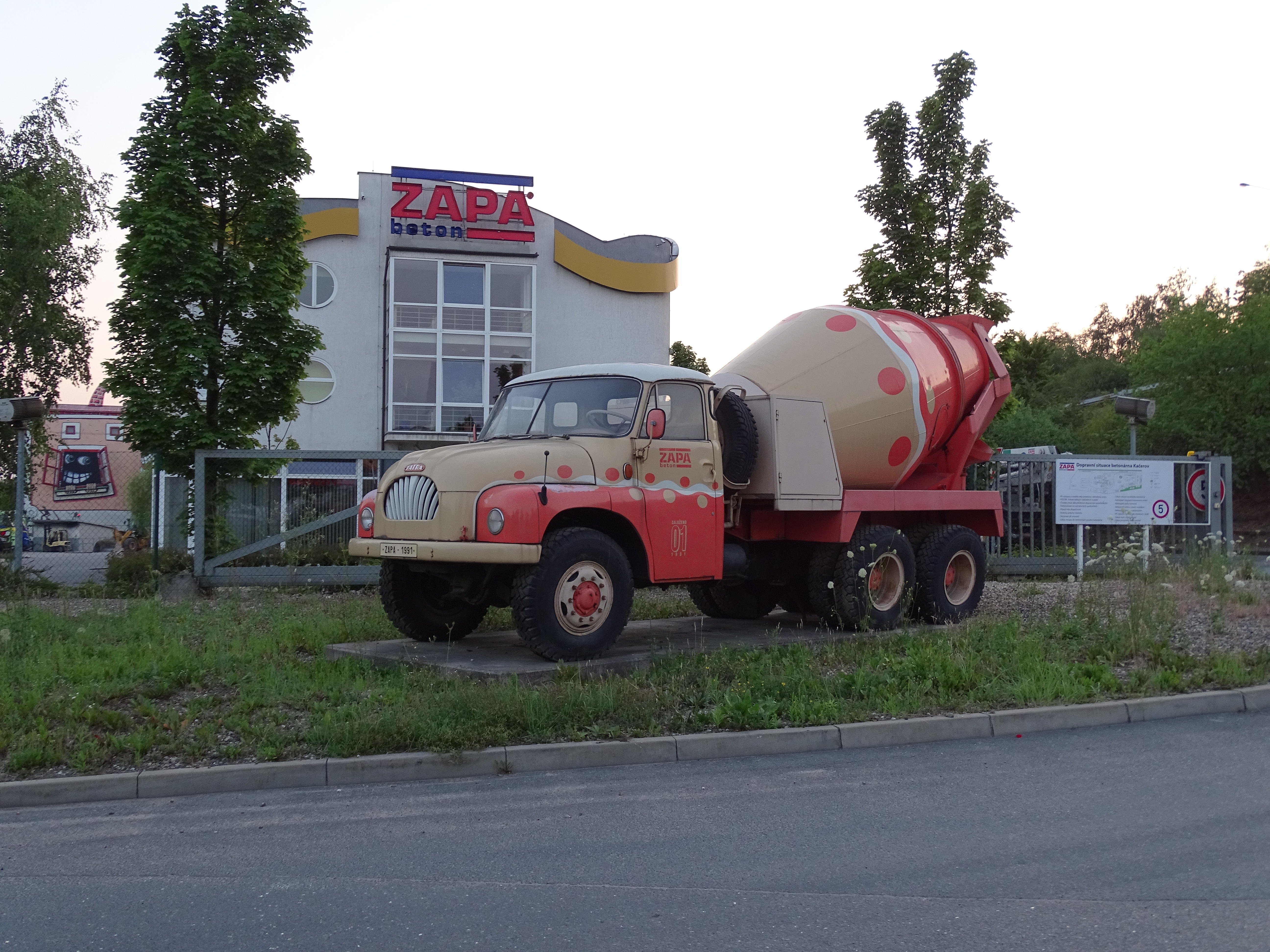
Domíchávač zvaný také míchačka.

Stavební míchačka je označení pro stavební stroj, určený pro míchání betonových směsí, malt nebo jiných stavebních materiálů. Pro přepravu a domíchávaní směsí je určen domíchávač.

## Rozdělení
Míchačky se dělí podle způsobu míchání na spádové nebo s nuceným mícháním:
- Spádové míchačky jsou převážně bubnové a liší se hlavně způsobem vyprazdňování. Mohou se vyprazdňovat překlopením míchačky, zpětným chodem nebo rozevřením bubnu (obvykle u větších míchaček od obsahu 3000 litrů). Materiál se míchá otáčením bubnu, ve kterém jsou umístěny lopatky nebo spirála.Buben se otáčí pomalu, zhruba 30 otáček za minutu. Zedníci-živnostníci si někdy míchačky vyrábí sami, neboť mají na ně tyto požadavky:
  - Buben musí být možno pro míchání naklápět stavitelně cca po dvou centimetrech,např. při míchání polosuchého betonu z různě vlhkého písku. Přesná poloha bubnu je nutná, jinak dochází k nalepování směsi na buben a tvoření chuchvalců. Kupovaná míchačka má jen jednu polohu pro míchání, míchání polosuchého betonu je v ní obtížné.
  - Míchačka má vyměnitelnou řemenici a lze dosáhnout 60 otáček za minutu. Používají jipamátkářští zedníci při míchání jemné vápenné malty, které může trvat až půl hodiny. Malta se jakoby ušlehá a táhne se jako máslo.
- Míchačky s nuceným mícháním mohou být horizontální či vertikální. U horizontálních míchaček buben stojí, uvnitř se otáčejí ramena, na kterých jsou umístěny míchací lopatky. Ve vylepšeném provedení je na jednom rameni tzv. virgl, což jsou dvě další, menší ramena, která se otáčejí v protisměru a zlepšují promíchávání. Vertikální míchačky jsou obvykle dvouhřídelové nebo jednohřídelové.
- Míchačky kontinuální jsou zvláštním druhem těchto strojů, jejich konstrukce může být bubnová nebo dvouhřídelová.Kontinuální zde znamená průběžná, kdy z jedné strany se do míchačky nepřetržitě dává písek, vápno, cement,voda, a z druhé strany vypadává hotová malta nebo beton.